# لامیتا فرنجیه
لامیتا فرنجیه (۱۹۸۰) بازیگر و مدل لبنانی است.  